# Magomed Ibragimov (luptător, n. 1985)
Magomed Ibragimov (n. 2 iunie 1985, Irib⁠(d), RSFS Rusă, URSS) este un luptător ce a reprezentat Uzbekistan, medaliat olimpic. A participat la 2 ediții ale Jocurilor Olimpice (2016, 2020) în care a câștigat o medalie de bronz.